# Sever d'Avranches
Pour les articles homonymes, voir Saint Sever.
Sever d’Avranches (VIe siècle) est un évêque d'Avranches. Il est né à la fin du Ve siècle ou dans les premières années du VIe siècle, près de Coutances. Il serait mort en 570. 
Saint Sever d'Avranches a donné son nom à l'église Saint-Sever de Rouen, à l'ancien faubourg Saint-Sever devenu le quartier Saint-Sever sur la rive gauche de Rouen, ainsi qu'à la commune de Saint-Sever-Calvados. Il ne faut pas le confondre avec Sever de Rouen, évêque de Rouen mort vers 341 et aussi canonisé sous le nom de saint Sever. 
Saint-Sever d'Avranches est célébré le 1er février. 